# لاين لوك
لاين لوك (بالإنجليزية: Iain Luke) هو سياسي بريطاني، ولد في 8 أكتوبر 1951 في دندي في المملكة المتحدة. حزبياً، نشط في حزب العمال. في الانتخابات العامة في المملكة المتحدة 2001، انتخب عضو برلمان المملكة المتحدة الـ53 عن دائرة دندي الشرقية وقد انضم خلال فترته النيابية ‏ (7 يونيو 2001 – 11 أبريل 2005) للكتلة البرلمانية حزب العمال.